# Фудзиен
Фудзиен (на мандарин:福建省; пинин: Fújiàn) e провинция в Източен Китай. Административен център и най-голям град в провинцията е град Фуджоу.

## География
Провинцията се намира на югоизточното крайбрежие на Китай, граничи с Джъдзян на север, Дзянси на запад и Гуандун (Кантон) на юг, Тайван се намира срещу провинцията. Характеризира се с голямо текучество на хора, много емигранти. Основните малцинствени групи населяващи провинцията са хуей, мяо и манджу.
Провинцията е най-хълмистата от крайбрежните, описвана е като: „Осем части планини, една част вода и една част обработваеми земи“ (八山一水一分田). Северозападната част е най-висока, спуска се на югозапад. По крайбрежието е разположена серия от дълги и тесни равнини, има много добри естествени пристанища, по-известни са островите Пинтан, Дун Шан, Мейджоу и пристанищата Сиамън, Дзинмън и др. Планината У И бележи границата с Дзянси, най-високата точка на провинцията е връх Хуанган в планината У И. Реките са къси и имат самостоятелен излаз към морето. Реката Миндзян и нейните притоци преминават през северната и централната част на Фудзиен. Други големи реки са Дзиндзян и Дзиулун.

## Административно деление
Град Сиамън: намира се в югоизточната част на провинцията, остров, население 2,64 млн. души, площ 1565 km², има статут на град на централно подчинение. Пристанището е много удобно широко и дълбоко. Името идва от крепостта построена през 14 в., за да защитава града по море. Важен транспортен и търговски център, градът привлича туристи с ботаническата си градина, будисткия храм Нанпутуо. Сиамън е обявен за най-чистия град в Китай.
Градът е домакин на Китайския национален панаир за инвестиции и търговия, който привлича чуждестранни инвеститори. На по-малко от 1 km югозападно се намира остров Gulangyu (гърмящи вълни) с площ от 2 km². Известен е с градината Шуджуан, описана в романа „Huan Long Men“. База на националния герой Джън Чън Дун, провел 8 сражения с холандците. Построен е мавзолей в негова чест в близост до платформата, откъдето генералът е ръководил сраженията. В югозападната част, до Сямънския университет, се намира манастирът Нанпутуо в подножието на „5-те стареца“. Там има още музей, библиотека и др.
Град Цюенджоу: център на древна култура и търговия, основан през 6 в., градът бил посещаван от десетки чуждестранни търговци. По време на Минската династия търговията била забранена и градът западнал, но дългите традиции в тази област позволили бързото му възстановяване. Има множество сгради в мюсюлмански стил – поради търговията с арабските страни. Градът е известен с храма Кайюен, построен 686 г., целият комплекс покрива площ от 19 акра и е най-големият будистки храм в провинцията. Много династии са оставили своя отпечатък (в архитектурно отношение). Главната зала е с височина от 20 m, площ от 1400 m², има 34 фигури на Буда, на върха на общо 84-те колони има 24 летящи музиканти. Пред храма има 2 каменни кули, най-високите каменни кули в Китай. Архитектурата на храма и орнаментите му са уникални и привличат много туристи.

## История
Скорошни археологически разкопки откриват множество инструменти и вещи от епохата на неолита. За китайците тази територия е известна още като Минюе (Min – варвар и Юе – царска фамилия). Минюе е царство, докато императорът на династията Цин анулира статута му. При настъпването на гражданската война между Сян Ю и Лиу Бан царят на Минюе, Уджу, изпраща войските си да се бият рамо до рамо с войските на Лиу Бан и тази му подкрепа бива заплатена след победата на Лиу Бан (дин. Хан). През 202 г. пр. Хр. Лиу Бан възстановява статута на Минюе като васално, но независимо царство, построена е столицата Фуджоу. След смъртта на цар Уджу започват почти непрестанни нападения към съседните територии – ето защо императорът решава да се отърве от заплахата, като изпрати големи войски от четири посоки към Минюе. Така е сложен краят на първото царство във Фудзиен.
Първата вълна от имигранти от високата класа е през 4 век сл. Хр., когато дин. Западен Дзин се разпада, а Северен Дзин е разкъсан от гражданска война и нападения на номадски племена. Поради изолацията си от съседните територии Фудзиен изостава в икономическото си развитие, населението също е по-малко в сравнение с други провинции в Китай. По време на Северна и Южна династии са положени много усилия Фудзиен да бъде населен с ханци (китайци). След разпадането на дин. Тан, Китай е в криза дълго време, в този период пристига втора вълна от имигранти начело с генерал Уанг, който установява кралство Мин със столица Фуджоу, но скоро след смъртта на генерал Уанг кралството отново е разрушено. По време на дин. Мин провинцията страда от нападения на пирати в пристанищата. През 1689 г. дин. Цин официално присъединява Тайван към Фудзиен, това довело до вълна от емигранти в Тайван.
В началото на 20 век поради географското си положение и липсата на жп транспорт Фудзиен е бил най-отделената (уединена) провинция в Китай. Първата магистрала до провинцията е завършена 1950 г., свързваща гр. Сиамън с останалата част от континента. Въпреки отдалечеността си, провинцията има дълбоки традиции в областта на образованието. Друго преимущество на бавното икономическо развитие е екологичната среда, провинцията е с най-висок процент на горска растителност, което от своя страна предпазва почвата от ерозия.

## Икономика

### Земеделие
Фудзиен има слабо развито земеделие, обработваемите земи са разположени по крайбрежните земи на изток. Сред отглежданите култури са: ориз, рапица, соя, сладки картофи, пшеница, фъстъци, тютюн, голям производител на захарна тръстика. В района на планината У И се отглежда прословутият чай „Улун“, който е отделна категория чай – нито зелен, нито черен. Морската храна също е основен продукт във Фудзиен.

### Полезни изкопаеми
Някои от полезни изкопаемите са: въглища, желязо, волфрам, мед, молибден, цинк, олово и др.
Разпространени занаятчийски продукти са резби по камък, лакови изделия, порцеланови изделия и др.